# Bordura

Ejemplo de bordura.

En heráldica, se llama bordura a la pieza honorable que rodea el interior del escudo por todos sus lados. Su anchura equivale a un sexto de la del total del escudo.
La bordura es, después del lambel, una de las piezas heráldicas más utilizadas como brisura para diferenciar los blasones de diferentes ramas pertenecientes a un mismo linaje o diferentes armerías dentro de una misma rama.
La bordura cuyo grosor está reducido, es conocida como filiera. La pieza que rodea el interior del escudo, pero sin tocar sus bordes, recibe el nombre de orla. La bordura es símbolo de protección, favor y recompensa.
La bordura es una concesión particular del rey de España, por lo cual es más común verla en muchas familias de estos reinos donde no se observa con rigor el tomarla por brisura o pieza de distinción de las armas simples de una familia entre los hijos de ella, que es su significación más general. Y en este sentido la usaba Felipe V como duque de Anjou, poniéndola por brisura que es la diferencia en las armas de uno de los hijos de la casa real de Francia al modo que cada uno de ellos se distingue entre sí con otras brisuras diversas. La bordura, no siendo brisura, es símbolo de protección, de favor y de recompensa sirviendo como de reparo a aquellos que quieren los príncipes asegurar en su favor contra sus enemigos, aunque antiguamente no representaba otra cosa que la cota de armas del caballero, concediéndose esta pieza de honor a los esforzados guerreros que sacaban del combate manchado su vestido o cota de armas de la sangre de los enemigos.

Ejemplo de bordura dentada (en la mitad inferior).

Como atributo heráldico, la bordura recibe diferentes calificaciones como componada, denticulada, cortada, cuartelada, escacada, jironada, partida, terciada, bordura en perla o bordura de piezas.

## Comparación Bordura y otraspiezas heráldicas

Bordura
Filiera
Orla
Trechor
Trechor doble
Trechor doble
Trechor floreado contrafloreado
Trechor doble floreado contrafloreado
Trechor doble floreado contrafloreado